# George Constantinescu
Pour les articles homonymes, voir Constantinescu.
George « Gogu » Constantinescu (né le 4 octobre 1881 à Craiova - mort le 11 décembre 1965 à Oxen House, au bord du lac de Coniston Water) est un physicien et ingénieur roumain. Considéré comme l'un des plus importants hommes de sciences roumains (il déposa au cours de sa carrière plus de trente brevets), Gogu Constantinescu s'établit au Royaume-Uni en 1912.

## Biographie
Constantinesco est le fils d'un professeur de mathématiques de l’Institut Nicolae Balcescu de Craiova. Ayant appris à jouer du piano, il développa une passion pour l'acoustique et mit au point un cornet acoustique pour sa mère, affectée d'un début de surdité. Il fut admis en 1898 comme auditeur étranger à l’École nationale des ponts et chaussées, et y étudia jusqu'en 1904. Presque immédiatement, il se vit proposer un poste de chef de service au Ministère des Travaux Publics de Roumanie.
Il meurt dans la nuit du 11 au 12 décembre 1965 à Oxen House, au bord du lac de Coniston Water. Il a été inhumé dans le cimetière de Lowick (Cumbria).

## Inventions
On lui doit un pignon hydraulique de synchronisation permettant aux mitrailleuses embarquées à bord des premiers avions militaires de tirer à travers les pales de l’hélice sans l’endommager. Ce pignon Constantinesco (ou engrenage CC) a connu sa première utilisation opérationnelle en mars 1917 sur les biplans D.H.4 de l'escadre 55 de la RAF, et s'est imposé rapidement comme un équipement standard. La Royal Air Force continuera d'en équiper ses chasseurs jusqu'au début de la Deuxième Guerre mondiale (par ex. sur le Gloster Gladiator).
Constantinescu a également imaginé un des premiers variateurs entièrement mécaniques (sans fluide), régulé par un pendule : celui de la Constantinesco, fabriquée en France. Ce convertisseur fut également testé sur des motrices : une motrice diesel de 250 ch dotée de ce dispositif était présentée lors de la British Empire Exhibition de 1924 à Wembley, et ces machines furent effectivement mises en service par les chemins de fer roumains.
Constantinescu est le créateur d'un domaine de la mécanique des solides, la sonicité (en), qui décrit la transmission de l'énergie par des vibrations. Il est aussi l'inventeur du moteur sonique,. Il a été membre honoraire de l'Académie roumaine.